# MannanLife
MannanLife Co., Ltd. (株式会社マンナンライフ Kabushiki Gaisha Mannan Raifu?) es una compañía en Japón que vende gelatinas konnyaku "Konnyaku Batake". MannanLife es titular de un 60 a un 70 por ciento de la cuota del mercado de gelatinas konnyaku en Japón.

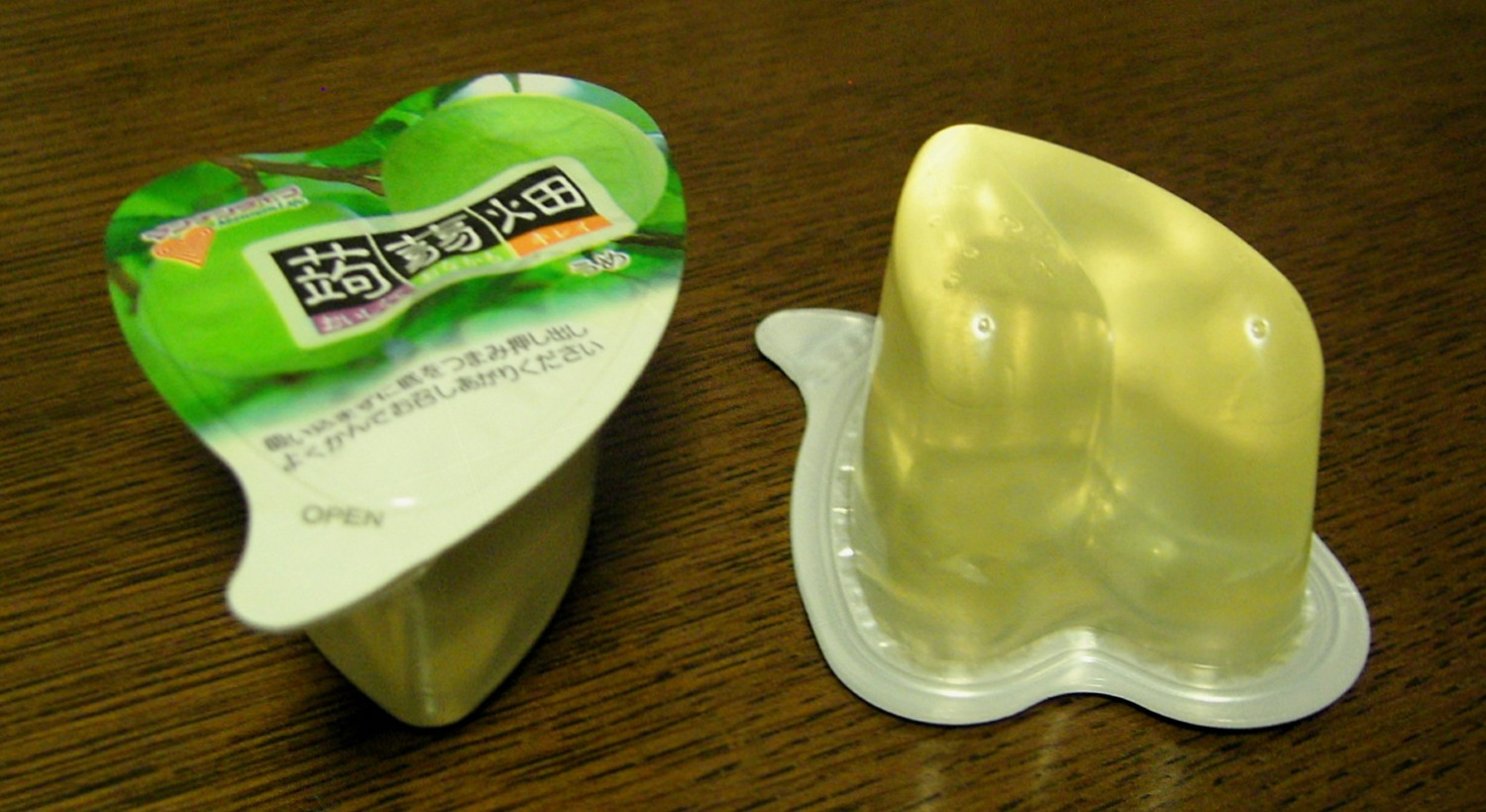
"Konnyaku Batake" sabor Ume, hecha por MannanLife.

Las ventas de "Konnyaku Batake" fueron suspendidas desde el 8 de octubre del 2008 después del reporte, en que 17 menores de edad y ancianos en Japón, habían fallecido por asfixia al consumir gelatinas konnyaku desde 1995.